# Větrný mlýn v Sirákově
Větrný mlýn v Sirákově je zaniklý mlýn německého typu, který stál v severní části Sirákova.

## Historie
Větrný mlýn zvaný wietržák (větrák) stavěl v letech 1571–1573 Hanuss (Hanuš) zvaný Sobotka. Původně chtěl postavit vodní mlýn na potoce, rozhodl se ale pro lacinější na vítr. Materiál na stavbu, silné klády, desky, kamení a vápno, dovezli formani a „z cizí země má nějaký člověk, který ho umí postavit přijít“. Po skončení jeho výstavby se lidé zdaleka jezdili na něj dívat: „Mouka byla stejná jako ve mlýně v Poděšíně“
22. července 1599 přišla do Sirákova velká bouřka, padaly kusy ledu a po nich velký liják. Větrný mlýn měl z bouře polámaná křídla a potrhaný šindel, který se válel všude po zemi. V roce 1602 byl mlýn již opravený, ale lidé raději jezdili do Poděšína, protože „tam se zdá mouka lepší a mletí je lacinější.“ Roku 1604 byl zdejším mlynářem Anton Sobotka.